# BBC生活風格
BBC生活風格（BBC Lifestyle）是BBC的一個國際電視頻道。播出食物、家居和設計、時尚、健康、育兒、個人開發六大類節目。BBC生活風格最早播出的國家是新加坡，在2007年7月開始播出。之後BBC生活風格也開始在香港和波蘭等地播出。2016年1月6日開始，BBC生活風格將停止在北歐國家播出。BBC生活風格完全由英國廣播公司商業分支所有。BBC Lifestyle旨在透過家居設計、時裝、健康、個人發展、育兒及美食節目，啟發觀眾進一步享受生活。為喜歡娛樂及啟發性節目的觀眾提供緊貼潮流的內容。

## 外部連結
- BBC Lifestyle Official Website（页面存档备份，存于）